# Anthanassa cincta
Anthanassa cincta är en fjärilsart som beskrevs av Edwards 1864. Anthanassa cincta ingår i släktet Anthanassa och familjen praktfjärilar. Inga underarter finns listade i Catalogue of Life.